# Cantón de Yerville
El cantón de Yerville era una división administrativa francesa, que estaba situada en el departamento de Sena Marítimo y la región de Alta Normandía.

## Composición
El cantón estaba formado por dieciocho comunas:
- Ancretiéville-Saint-Victor
- Auzouville-l'Esneval
- Bourdainville
- Cideville
- Criquetot-sur-Ouville
- Ectot-l'Auber
- Ectot-lès-Baons
- Étoutteville
- Flamanville
- Grémonville
- Hugleville-en-Caux
- Lindebeuf
- Motteville
- Ouville-l'Abbaye
- Saint-Martin-aux-Arbres
- Saussay
- Vibeuf
- Yerville

## Supresión del cantón de Yerville
En aplicación del Decreto n.º 2014-266 de 27 de febrero de 2014, el cantón de Yerville fue suprimido el 22 de marzo de 2015 y sus 18 comunas pasaron a formar parte del nuevo cantón de Yvetot.